# Angel, DABDAB
《Angel, DABDAB》은 걸그룹 마마무의 첫 번째 유닛 앨범으로, 2016년 8월 31일에 발매되었다. 보컬 라인 솔라와 휘인이 첫 번째 트랙 "Angel"을, 래퍼 라인 문별과 화사가 두 번째 트랙 "DABDAB"을 불렀다.
2016년 8월 13~14일 개최된 마마무 첫 단독 콘서트 "MOOSICAL"에서 선보였던 곡들이다. 뮤직비디오는 마마무의 콘서트 "MOOSICAL"에서 멤버들이 두 곡을 부른 모습을 담고 있다.

## 수록곡
| #            | 제목                     | 작사·작곡      | 재생 시간 |
| ------------ | ------------------------ | -------------- | --------- |
| 1.           | 〈Angel (솔라 & 휘인)〉  | 박우상         | 3:32      |
| 2.           | 〈DABDAB (문별 & 화사)〉 | 박우상, 김마초 | 2:49      |
| 총 재생 시간 | 총 재생 시간             | 총 재생 시간   | 6:21      |